# Selección femenina de fútbol de la Unión Soviética
La Selección femenina de fútbol de la Unión Soviética representó a la Unión Soviética en las competiciones internacionales de fútbol femenino.
El equipo estaba controlado por la Federación de Fútbol de la Unión Soviética. Fue fundado en 1990, por lo que fue un equipo nacional de muy corta duración debido a la disolución de la Unión Soviética al año siguiente. Oleg Lapshin desempeñó la tarea entrenador del equipo durante sus 20 meses de existencia.

## Historia
El equipo soviético jugó su primer partido el 26 de marzo de 1990 contra Bulgaria en Kazanlak; A. Bezmenova, Tatyana Verezubova e Irina Gnutova hicieron un 4-1. Dos semanas más tarde jugaron su primer partido en suelo soviético, un empate 0-0 ante Noruega en Sebastopol. La selección nacional de las mujeres soviéticas no participó en la clasificación para el campeonato de Europa femenino de 1991, en su lugar jugaron partidos amistosos.
La URSS fue aceptada para el campeonato de Europa femenino de 1993 , que debería haber marcado su primera aparición en un torneo oficial de fútbol femenino. El equipo nacional soviético jugó su único partido oficial el 6 de octubre de 1991, una victoria por 2-1 sobre Hungría. También fue el último partido de la selección, que puso fin a su corta existencia con un balance de 9 victorias, 9 empates y 16 derrotas. El segundo partido de clasificación se jugó en febrero de 1992, tras la desintegración de la Federación de Fútbol de la Unión Soviética, con el debut del nuevo equipo nacional femenino en representación de la nueva Federación Rusa.

## Resultados

### Eurocopa
| Eurocopa Femenina de la UEFA |                                                                        |                                                                        |                                                                        |                                                                        |                                                                        |                                                                        |                                                                        |                                                                        |
| Año                          | Ronda                                                                  | Posición                                                               | PJ                                                                     | PG                                                                     | PE                                                                     | PP                                                                     | GF                                                                     | GC                                                                     |
| Dinamarca 1991               | No participó                                                           | No participó                                                           | No participó                                                           | No participó                                                           | No participó                                                           | No participó                                                           | No participó                                                           | No participó                                                           |
| Italia 1993                  | Sólo jugó el primer partido de clasificación por disolución de la URSS | Sólo jugó el primer partido de clasificación por disolución de la URSS | Sólo jugó el primer partido de clasificación por disolución de la URSS | Sólo jugó el primer partido de clasificación por disolución de la URSS | Sólo jugó el primer partido de clasificación por disolución de la URSS | Sólo jugó el primer partido de clasificación por disolución de la URSS | Sólo jugó el primer partido de clasificación por disolución de la URSS | Sólo jugó el primer partido de clasificación por disolución de la URSS |
| Alemania 1995                | No existía la selección femenina de fútbol de la URSS                  | No existía la selección femenina de fútbol de la URSS                  | No existía la selección femenina de fútbol de la URSS                  | No existía la selección femenina de fútbol de la URSS                  | No existía la selección femenina de fútbol de la URSS                  | No existía la selección femenina de fútbol de la URSS                  | No existía la selección femenina de fútbol de la URSS                  | No existía la selección femenina de fútbol de la URSS                  |
| Noruega y Suecia 1997        | No existía la selección femenina de fútbol de la URSS                  | No existía la selección femenina de fútbol de la URSS                  | No existía la selección femenina de fútbol de la URSS                  | No existía la selección femenina de fútbol de la URSS                  | No existía la selección femenina de fútbol de la URSS                  | No existía la selección femenina de fútbol de la URSS                  | No existía la selección femenina de fútbol de la URSS                  | No existía la selección femenina de fútbol de la URSS                  |
| Alemania 2001                | No existía la selección femenina de fútbol de la URSS                  | No existía la selección femenina de fútbol de la URSS                  | No existía la selección femenina de fútbol de la URSS                  | No existía la selección femenina de fútbol de la URSS                  | No existía la selección femenina de fútbol de la URSS                  | No existía la selección femenina de fútbol de la URSS                  | No existía la selección femenina de fútbol de la URSS                  | No existía la selección femenina de fútbol de la URSS                  |
| Inglaterra 2005              | No existía la selección femenina de fútbol de la URSS                  | No existía la selección femenina de fútbol de la URSS                  | No existía la selección femenina de fútbol de la URSS                  | No existía la selección femenina de fútbol de la URSS                  | No existía la selección femenina de fútbol de la URSS                  | No existía la selección femenina de fútbol de la URSS                  | No existía la selección femenina de fútbol de la URSS                  | No existía la selección femenina de fútbol de la URSS                  |
| Finlandia 2009               | No existía la selección femenina de fútbol de la URSS                  | No existía la selección femenina de fútbol de la URSS                  | No existía la selección femenina de fútbol de la URSS                  | No existía la selección femenina de fútbol de la URSS                  | No existía la selección femenina de fútbol de la URSS                  | No existía la selección femenina de fútbol de la URSS                  | No existía la selección femenina de fútbol de la URSS                  | No existía la selección femenina de fútbol de la URSS                  |
| Suecia 2013                  | No existía la selección femenina de fútbol de la URSS                  | No existía la selección femenina de fútbol de la URSS                  | No existía la selección femenina de fútbol de la URSS                  | No existía la selección femenina de fútbol de la URSS                  | No existía la selección femenina de fútbol de la URSS                  | No existía la selección femenina de fútbol de la URSS                  | No existía la selección femenina de fútbol de la URSS                  | No existía la selección femenina de fútbol de la URSS                  |
| Total                        | 0/7                                                                    | -                                                                      | -                                                                      | -                                                                      | -                                                                      | -                                                                      | -                                                                      | -                                                                      |

### Mundial
| Mundial Femenino de la FIFA    |                                                       |                                                       |                                                       |                                                       |                                                       |                                                       |                                                       |                                                       |
| Año                            | Ronda                                                 | Posición                                              | PJ                                                    | PG                                                    | PE                                                    | PP                                                    | GF                                                    | GC                                                    |
| China 1991                     | No participó                                          | No participó                                          | No participó                                          | No participó                                          | No participó                                          | No participó                                          | No participó                                          | No participó                                          |
| Suecia 1995                    | No existía la selección femenina de fútbol de la URSS | No existía la selección femenina de fútbol de la URSS | No existía la selección femenina de fútbol de la URSS | No existía la selección femenina de fútbol de la URSS | No existía la selección femenina de fútbol de la URSS | No existía la selección femenina de fútbol de la URSS | No existía la selección femenina de fútbol de la URSS | No existía la selección femenina de fútbol de la URSS |
| Estados Unidos 1999            | No existía la selección femenina de fútbol de la URSS | No existía la selección femenina de fútbol de la URSS | No existía la selección femenina de fútbol de la URSS | No existía la selección femenina de fútbol de la URSS | No existía la selección femenina de fútbol de la URSS | No existía la selección femenina de fútbol de la URSS | No existía la selección femenina de fútbol de la URSS | No existía la selección femenina de fútbol de la URSS |
| Estados Unidos 2003            | No existía la selección femenina de fútbol de la URSS | No existía la selección femenina de fútbol de la URSS | No existía la selección femenina de fútbol de la URSS | No existía la selección femenina de fútbol de la URSS | No existía la selección femenina de fútbol de la URSS | No existía la selección femenina de fútbol de la URSS | No existía la selección femenina de fútbol de la URSS | No existía la selección femenina de fútbol de la URSS |
| China 2007                     | No existía la selección femenina de fútbol de la URSS | No existía la selección femenina de fútbol de la URSS | No existía la selección femenina de fútbol de la URSS | No existía la selección femenina de fútbol de la URSS | No existía la selección femenina de fútbol de la URSS | No existía la selección femenina de fútbol de la URSS | No existía la selección femenina de fútbol de la URSS | No existía la selección femenina de fútbol de la URSS |
| Alemania 2011                  | No existía la selección femenina de fútbol de la URSS | No existía la selección femenina de fútbol de la URSS | No existía la selección femenina de fútbol de la URSS | No existía la selección femenina de fútbol de la URSS | No existía la selección femenina de fútbol de la URSS | No existía la selección femenina de fútbol de la URSS | No existía la selección femenina de fútbol de la URSS | No existía la selección femenina de fútbol de la URSS |
| Canadá 2015                    | No existía la selección femenina de fútbol de la URSS | No existía la selección femenina de fútbol de la URSS | No existía la selección femenina de fútbol de la URSS | No existía la selección femenina de fútbol de la URSS | No existía la selección femenina de fútbol de la URSS | No existía la selección femenina de fútbol de la URSS | No existía la selección femenina de fútbol de la URSS | No existía la selección femenina de fútbol de la URSS |
| Francia 2019                   | No existía la selección femenina de fútbol de la URSS | No existía la selección femenina de fútbol de la URSS | No existía la selección femenina de fútbol de la URSS | No existía la selección femenina de fútbol de la URSS | No existía la selección femenina de fútbol de la URSS | No existía la selección femenina de fútbol de la URSS | No existía la selección femenina de fútbol de la URSS | No existía la selección femenina de fútbol de la URSS |
| Australia y Nueva Zelanda 2023 | No existía la selección femenina de fútbol de la URSS | No existía la selección femenina de fútbol de la URSS | No existía la selección femenina de fútbol de la URSS | No existía la selección femenina de fútbol de la URSS | No existía la selección femenina de fútbol de la URSS | No existía la selección femenina de fútbol de la URSS | No existía la selección femenina de fútbol de la URSS | No existía la selección femenina de fútbol de la URSS |
| Total                          | 0/9                                                   | -                                                     | -                                                     | -                                                     | -                                                     | -                                                     | -                                                     | -                                                     |